# Ujlaky László (színművész, 1914–1994)

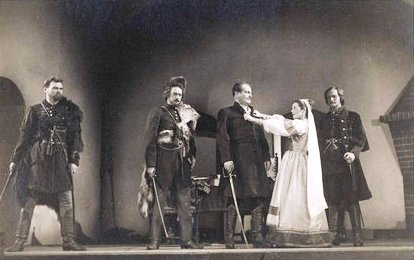
Asztalos Miklós: Farkaskaland. Nemzeti Színház. Bemutató: 1938. Rendező: Abonyi Tivadar. Szereplők: Ladányi Gergely: Rajczy Lajos; Zámbó Balázs: Ujlaky László; Szilassi János: Abonyi Géza, Szilágyi Fruzsina: Somogyi Erzsi, Géczy András: Kovács Károly.

Ujlaky László (Lendvahosszúfalu, 1914. június 15. – Budapest, 1994. július 20.) magyar színész, érdemes művész.

## Élete
Lendvahosszúfalun született, 1914. június 15-én. 1936-ban, az Országos Magyar Királyi Színművészeti Akadémia elvégzése után, a Nemzeti Színház szerződtette. Később, 1949-től a Madách Színház tagja volt. Számos színdarabban kapott főszerepet, így például a Vihar, az Éjjeli menedékhely, a Királyasszony lovagja, a Hamlet című művekben, vagy az 1958-as Kurázsi mama és gyermekei című darabban Kiss Manyival. Számtalan filmben is játszott, sokat szinkronizált és hangjátékokban is gyakran szerepelt. Fiai is követték a színipályán, ifj. Ujlaky László és Ujlaky Károly is színművészek lettek.

## Színházi szerepeiből
- William Shakespeare: Hamlet... Polonius; Színészkirály
- Makszim Gorkij: Éjjeli menedékhely... Pepel
- Alekszandr Nyikolajevics Osztrovszkij: Vihar... Kabanov
- Victor Hugo: A királyasszony lovagja... Don Guritan
- Arthur Miller: A salemi boszorkányok... Francis Nurse
- Zilahy Lajos: Süt a nap... Sámson Mihály
- Molnár Ferenc: A hattyú... Jácint atya
- Szomory Dezső: II. Lajos... Bornemissza
- Szabó Magda: Szent Bertalan nappala... Hunyadi; Püspök úr
- Sütő András: Csillag a máglyán... Arsellier
- Illés Endre: Spanyol Izabella... Mendoza bíboros
- Németh Ákos: Lili Hofberg: Rieter, a keringőkirály
- Tur testvérek: Villa a mellékutcában... Kastanov

## Filmszerepei
- Álomsárkány – 1939
- Estélyi ruha kötelező – 1942
- Beszterce ostroma – 1948
- Forró mezők – 1949
- Dalolva szép az élet – 1950
- Felszabadult föld – 1951
- Gyarmat a föld alatt – 1951
- Állami Áruház – 1953
- Életjel – 1954
- Dollárpapa – 1956
- Éjfélkor – 1957
- Az utolsó vacsora – 1962
- Két vallomás – 1962
- A Tenkes kapitánya – 1963
- Fáklyaláng – 1963
- Karambol – 1964
- Ha egyszer húsz év múlva – 1964
- Én, Strasznov Ignác, a szélhámos – 1966
- Bors – 1968
- Az élő Antigoné – 1968
- Szemtől szemben – 1970
- Szép magyar komédia – 1970
- Egy óra múlva itt vagyok… – 1971
- Kiskirályok – 1972
- Jó estét nyár, jó estét szerelem – 1972
- Zrínyi – 1973
- Pirx kalandjai – 1973
- Irgalom – 1973
- Egy kis hely a nap alatt – 1973
- Ciklámen – 1975
- Zongora a levegőben – 1976
- Kísértés – 1977
- Galilei – 1977
- Mire megvénülünk – 1978
- A bunker – 1978
- Baleset – 1978
- Dóra jelenti – 1978
- Képviselő úr – 1979
- Mese habbal – 1979
- Ki beszél itt szerelemről? – 1980
- Petőfi – 1981
- Brutus – 1981
- Appassionata – 1982
- Kettévált mennyezet – 1982
- Telefonpapa – 1982
- Mint oldott kéve – 1983
- Fürkész történetei – 1983
- István, a király – 1984
- A téli csillag meséje – 1984
- Széchenyi napjai – 1985
- Kémeri – 1985
- Mata Hari – 1985
- Bevégezetlen ragozás – 1985
- A fantasztikus nagynéni – 1986
- A nap lovagja – 1987
- Trombi és a Tűzmanó – 1987–1988
- Czillei és a Hunyadiak – 1988
- A védelemé a szó – 1988
- Vadon – 1989
- Szomszédok – 1988–1994

## Hangjátékok
- Csanády György: INRI (1940)
- Hemingway, Ernest: Akiért a harang szól (1946)
- Klapka István" "A színfalak mögött..." (1947)
- Zilahy Lajos: Gyümölcs a fán (1947)
- Petőfi Sándor: Caraffa (1948)
- Illés Béla: Tűz Moszkva alatt (1950)
- Kolozsvári András: A lipcsei per (1951)
- Major Ottó: A Kispörös-család (1951)
- Vajda István: Oxigén (1954)
- John Reed: Tíz nap, amely megrengette a világot (1957)
- Krisan Csandar: A szelek anyja (1958)
- Kun Imre: És elmentek hozzá az emberek... (1958)
- Dold-Mihajlik: Ordasok között (1961)
- Osváth Zsuzsa: Kossuth (1963)
- Vörösmarty Mihály: A bujdosók (1963)
- Moldova György: Sötét angyal (1964)
- Bálint Ágnes: Szeleburdiék nyaralnak (1965)
- Hegedűs Géza: Martinuzzi (1965)
- Kántor Zsuzsa: "Csalánba nem üt a mennykő" (1965)
- Balogh László: Fekete tó, fekete ég (1967)
- Friedrich Dürrenmatt: A szamár árnyéka (1967)
- Vészi Endre: Passzív állomány (1967)
- Homérosz: Odüsszeia (1970)
- Moldova György: Menyasszonyom a jobbszélső (1971)
- Jules Verne: Várkastély a Kárpátokban (1973)
- Doyle, A. Conan: A haldokló detektív (1976)
- Gyenes György: Kettős csavar (1981)
- William Makepeace Thackeray: A rózsa és a gyűrű (1981)
- Hazalátogató (1983)
- Wallace, Edgar: Fecsegő felügyelő esetei (1984)

## Díj
- Farkas–Ratkó-díj (1944)
- Érdemes művész (1971)